# Мак самосейка
Мак самосе́йка (лат. Papáver rhoéas) — однолетнее травянистое растение, вид рода Мак (Papaver) семейства Маковые (Papaveraceae). Является одним из модельных растений для изучения процесса самонесовместимости у растений.
Другие названия: мак полевой, мак дикий, огненный цветок.

## Ботаническое описание

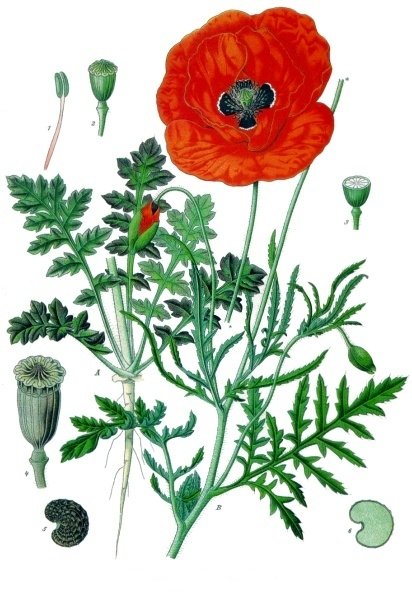

Мак самосейка — травянистое однолетнее, реже двулетнее ветвистое растение, достигает в высоту 30—80 см.
Стебель, листья, цветоножки и бутоны — грубоволосистые, покрыты жёсткими горизонтально оттопыренными щетинками. Корневая система стержневая.
Листья — крупные, очерёдные, серо-зелёные, перисто-раздельные или перисто-рассечённые, стеблевые — трёхраздельные. Сегменты листьев удлинённые, ланцетные, по краям часто пильчато-зубчатые. Стеблевые листья трёхраздельные с перисто-надрезанными удлинёнными крупными сегментами.
Цветоножки длинные, крепкие. Бутоны длиной до 2,5 см, овально-продолговатые. Цветки — красного, пурпурного, белого или розового цвета, с четырьмя овальными или округлыми лепестками до 6 см шириной и тёмным, почти чёрным пятном у основания лепестков или без него, достигают в диаметре 5—7 см. Тычинки многочисленные, нити тычинок тонкие, чёрного или красного цвета; пыльники продолговатые. Цветёт с апреля по июль. Формула цветка: {\displaystyle \ast K_{2}\;C_{2+2}\;A_{\infty }\;G_{({\underline {\infty }})}}.
Плод — почти шаровидная или широкообратнояйцевидная, голая коробочка длиной до 2,2 см, при основании резко суженная в тонкую ножку, малоребристая; диск плоский, плёнчатый, зубцы его соприкасающиеся; лучи низкие, в числе 5—18, чаще 8—10. Плоды созревают в августе — сентябре. Семян очень много — до 20—50 тысяч. Семена сохраняют всхожесть несколько лет.
|                                           |  |  |  |
| Слева направо: лист, бутон, цветок, плоды |  |  |  |

## Распространение и экология
Мак самосейка распространён в Северной Африке (север Алжира, Египет, север Ливии, Марокко, Тунис, остров Мадейра и Канарские острова), в Западной Азии (Афганистан, Кипр, Египет, Иран, Ирак, Израиль, Иордания, Ливан, Сирия, Турция), на Кавказе (Армения, Азербайджан, Грузия, Предкавказье, Дагестан), на Индийском субконтиненте (Пакистан), в Северной (Дания, Ирландия, юго-восток Норвегии, юг Швеции, Великобритания), Центральной (Австрия, Бельгия, Чехия, Словакия, Германия, Бельгия, Нидерланды, Польша, Швейцария), Восточной (Беларусь, Латвия, Литва, запад Европейской части России, Украина) и Южной Европе (Албания, Болгария, Югославия, Греция, включая Крит, Италия, включая Сардинию и Сицилию, Румыния, Франция, включая Корсику, Португалия, Испания, включая Балеарские острова).
В России обыкновенно встречается в Европейской части (кроме тайги) и на Северном Кавказе.

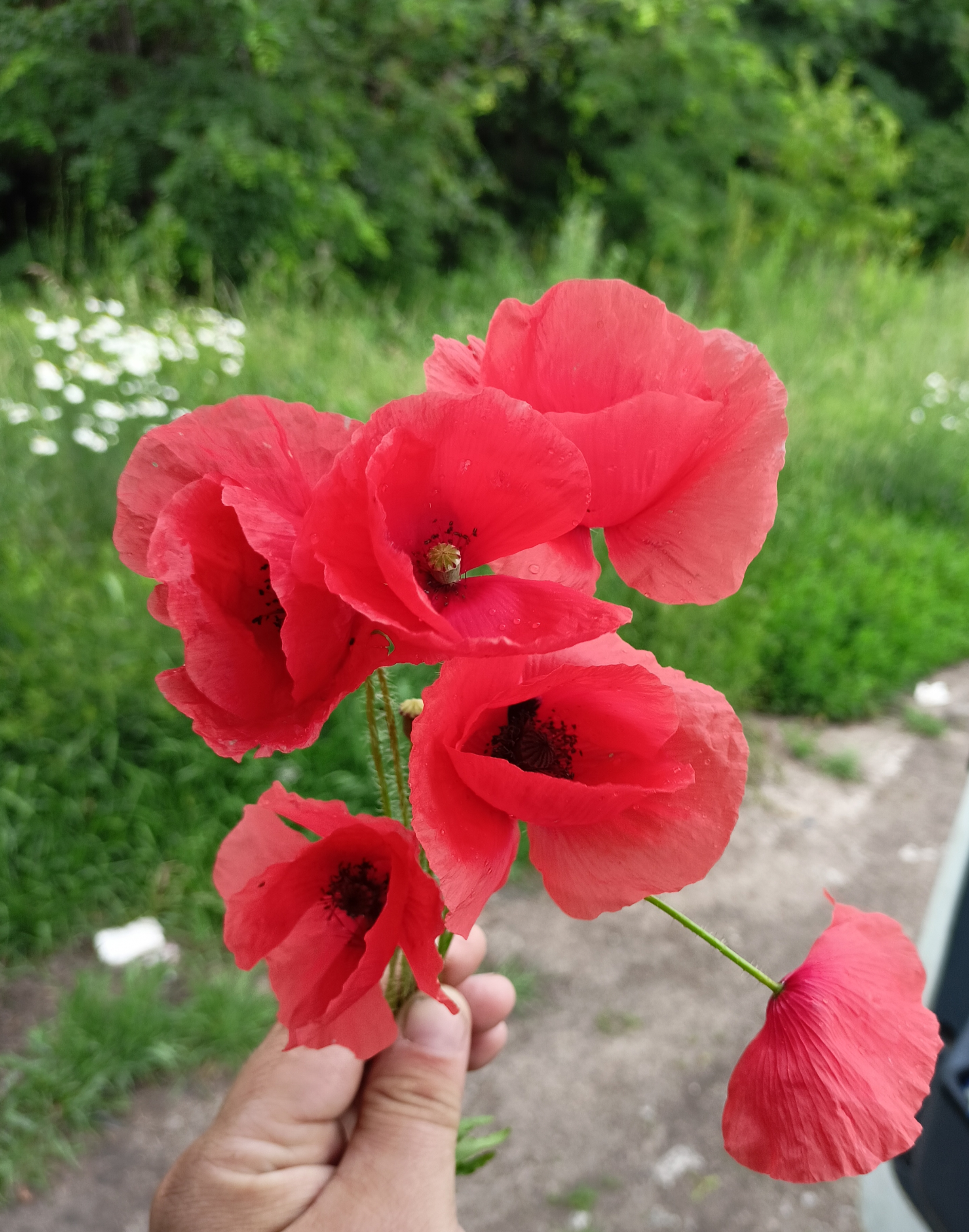

Занесён и натурализовался в Северной Америке и на Азорских островах.
Растёт на пашнях и залежных землях, у дорог, иногда на каменистых склонах.
В южных районах России — злостный сорняк, в массе заселяет паровые поля, затеняя и угнетая посевы.

## Химический состав
Цветки содержат алкалоид реадин и немного морфина, пигмент антоцианидин.  Зрелые семена алкалоидов не содержат.

## Значение и применение
Ядовито всё растение и в особенности коробочки до их созревания. Сельскохозяйственными животными не поедается. Отравления происходят при попадании коробочек в сено.  Высушивание растения ядовитости не устраняет. Признаки отравления проявляются через несколько часов после приёма корма. У крупно рогатого скота оно проявляется в форме сильного возбуждения, доходящего иногда до бешенства, у лошадей наоборот наблюдается угнетённое и подавленное состояние. Отмечены случаи отравления телят через молоко. Болезнь обычно оканчивается выздоровлением. Реже животное слабеет, появляется кровавый понос и наступает смерть.
Выращивается как декоративное растение. Предпочитает хорошо дренированную, песчано-суглинистую почву и солнечное место. Размножается посевом семян весной или осенью. Выведено множество форм и сортов, отличающихся простыми и махровыми цветками, различно надрезанными, часто бахромчатыми лепестками, с окраской от белой до исчерна-красной, сплошь или с различного рода рисунком и окаймлением.
В качестве лекарственного растения мак самосейка употреблялся уже в Древнем Египте за 1100 лет до нашей эры; прекрасно сохранившиеся цветки хранятся в музее в Каире. В настоящее время в научной медицине не используется. В народной медицине применяют чай из лепестков растения для облегчения приступов кашля, а также при состоянии беспокойства у маленьких детей. Отвар на молоке употребляют при кори и болезнях мочевого пузыря, а также при дизентерии и поносах у детей, с мёдом — против усиленной потливости. Настой употребляют при различного рода болях, а также как снотворное.
Высушенные лепестки, содержащие пигмент, могут использоваться для подкрашивания сиропов и вин.
Второстепенный медонос. Даёт много перги которая редко собирается пчелами.
Молодые листья имеют острый запах и терпкий вкус. Вместе с молодыми весенними побегами употреблялись в пищу в виде салатов, супов, пюре и пасты.